# Tudanca
Tudanca è un comune spagnolo di 239 abitanti situato nella comunità autonoma della Cantabria, Comarca Saja-Nansa.
Il territorio municipale occupa la parte medio-alta della stretta valle, formata dal fiume Nansa, che scorre fra declivi scoscesi. È un piccolo comune rurale formato da quattro nuclei abitati: La Lastra, Santotis, Sarceda e Tudanca. Il nucleo abitato di Tudanca dà il nome al comune, senza esserne però il capoluogo, che è Santotis, posto a 610 metri sul livello del mare, abitato da 23 cittadini e distante 96 km da Santander, capoluogo della Cantabria.

## Storia
Non esistono vestigia della preistoria e nemmeno della presenza romana che permettano di dire se e quando si formarono i primi insediamenti umani precedentemente al Medioevo. Figurano in documenti del XI secolo le prime citazioni scritte di Tudanca e degli altri centri costituenti l'attuale comune, che risulta facevano parte della Merindad de las Asturias de Santillana ed erano sotto il potere dell'abate del Monasterio de San Pedro de Tudela.
Sostituì il potere abbaziale quello di Garcilazo de la Vega, che possedeva una casa in Tudanca oltre ad altre proprietà altrove, che passarono poi al figlio Gonzalo Ruiz de la Vega. Quest'ultimo, per avere partecipato alla lotta contro i musulmani, ottenne dal re Alfonso XI diversi privilegi che contribuirono ad aumentare il patrimonio dei de la Vega, che passò nel XIII secolo ai Manrique conti di Castañeda e marchesi di Aguilar, che governarono i paesi della valle di Tudanca mediante un corregidor di loro nomina, fino a quando nel 1814 il re Ferdinando VII con suo decreto vietò questa possibilità e riassunse il potere di nomina dei corregidores. Nel 1779 la valle di Tudanca era entrata a far parte della provincia di Cantabria approvata dal re Carlo III e mandava suoi deputati alle Juntas che si riunivano in Puente San Miguel.
Durante il cosiddetto "Triennio liberal" dal 1820 al 1823 si formarono diversi comuni costituzionali, fra i quali ci fu anche  quello di Tudanca, già nei confini territoriali attuali.

## Monumenti e luoghi d'interesse

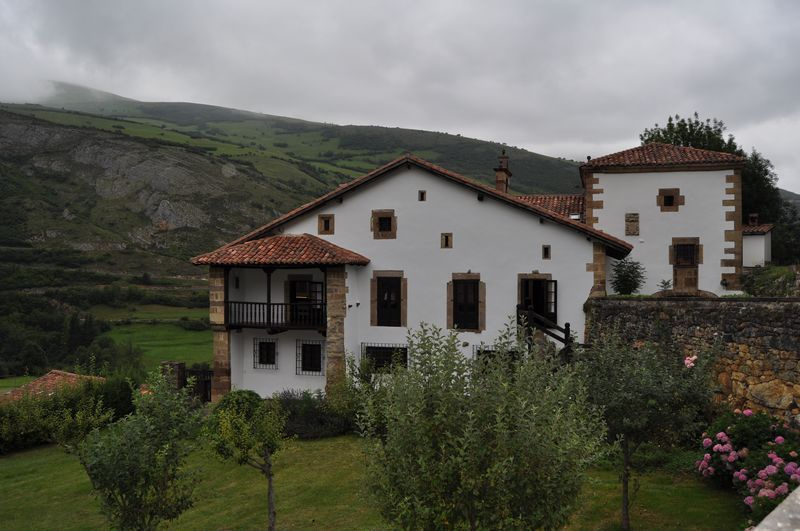
Casona de Tudanca

Del patrimonio architettonico religioso si distinguono le chiese di Santa Maria in Arceda del XVI secolo, di San Tirso in Santotis del XVII secolo, di San Pedro in Tudanca del 1723.
La frazione di Tudanca si distingue per le tipiche case di abitazione generalmente a due piani, in pietra e addossate fra loro in fila ai lati delle strade; fra queste da notare è la casa de Herran del XVII secolo. Sovrasta con la sua torre quadrata il complesso di queste tipiche case la cosiddetta Casona de Tudanca, che ospitò nel secolo scorso politici e letterati che l'arricchirono di mobili pregiati, quadri e di una biblioteca con manoscritti, epistolari oggetto di studio. Ancora riservata ad attività culturali è attualmente di proprietà della Deputazione provinciale di Santander.

## Società

### Evoluzione demografica
Come tanti altri comuni rurali della Cantabria, anche Tudanca ha visto diminuire notevolmente il numero degli abitanti (che era nel 2001 solo un quinto di quello registrato nel 1950), e continua a calare a causa dell'invecchiamento della popolazione, che ha un'età media di 52 anni.

## Cultura

### Eventi
Il calendario delle feste popolari sacro-profane secondo la consuetudine spagnola comprende San Blas il 5 febbraio in Sarceda, Virgen de las Nieves il 5 agosto nella Ermita Vado de la Reina con romeria e successiva festa campestre, San Juan il 26 giugno in La Lastra, san Pedro il 29 giugno in Tudanca, Nuestra Señora il 15 agosto in  Santotis. Da segnalare anche le fiere con feste Feiras de año in La Lastra l'ultimo sabato di marzo, la prima domenica di maggio, il 10 settembre e la seconda domenica di ottobre.

## Economia

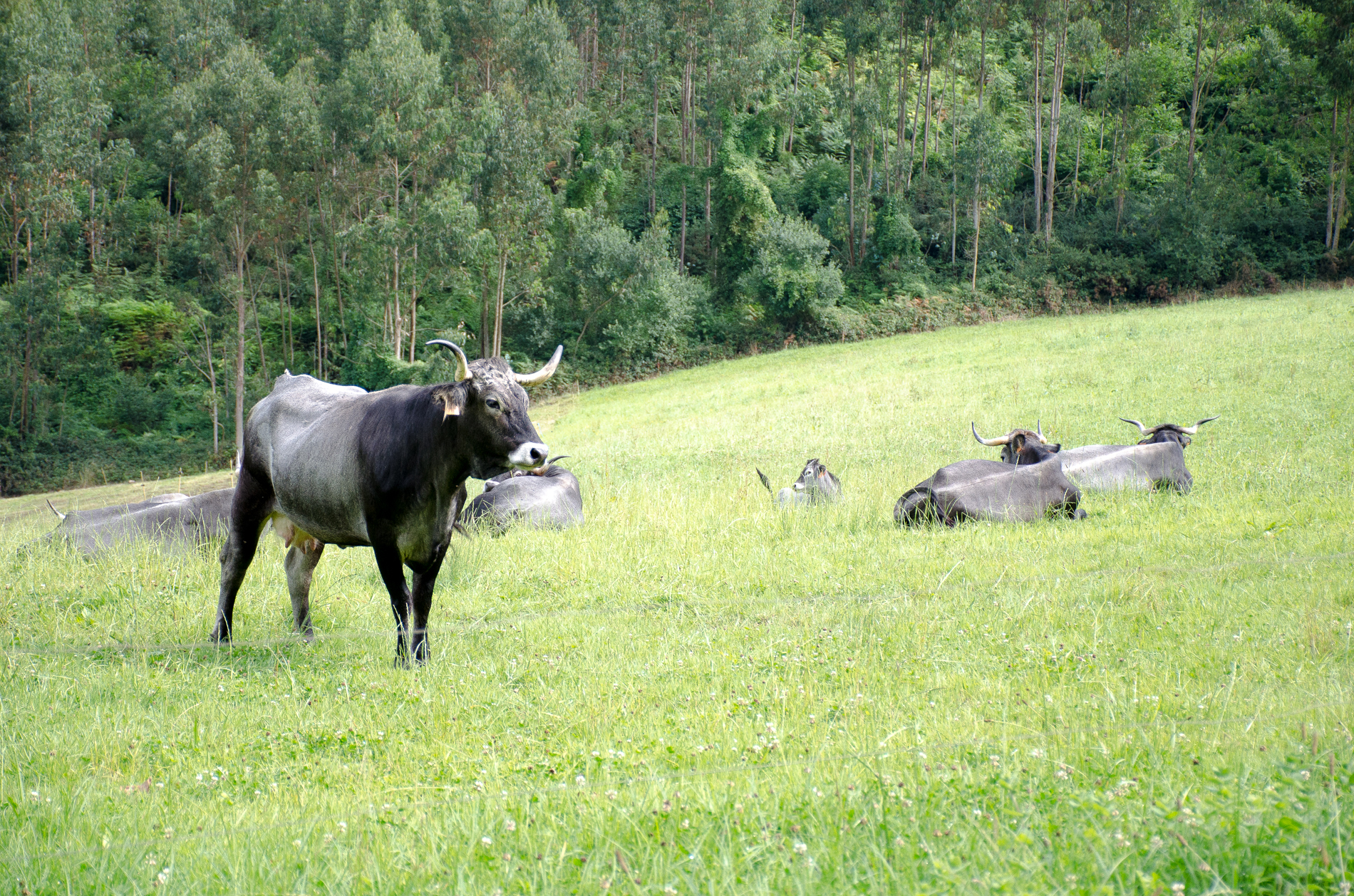
Bovini al pascolo in Tudanca

L'economia si basa sull'agricoltura e soprattutto sull'allevamento del bestiame bovino di razza autoctona, detta appunto "tudanca", per la produzione di carne pregiata, e anche di altre razze migliori produttrici di latte. Questo settore primario occupa il 38,2% della popolazione attiva.
L'industria, rappresentata dai diversi impianti idroelettrici che si trovano nel territorio comunale, occupa il 10,5%, l'edilizia il 15,8% e il settore terziario il 35,5%, rappresentato soprattutto dal turismo, attratto dalla dichiarazione della frazione di Tudanca come "conjunto de intéres historico-artistico".